# 周则盛
周则盛（1913年—1981年），男，湖南茶陵人，中华人民共和国军事人物，中国人民解放军少将，曾任中国人民解放军海军东海舰队后勤部政治委员。